# Летећи одред
Летећи одред је привремена јединица једнообрзног или мијешаног састава намијењена за брза и самостална дејства. Обично се користи у позадини непријатеља, или препаде, извиђање, осигурање, заштиту комуникација и друго. Јачина зависи од намјене, а по извршеном задатку летећи одред се обично расформира.
Први летећи одреди формирани су у 18. вијеку у руској војсци. Петар Велики формира 1701. летеће корпусе за самосталне задатке јачине 6000—7000 људи у Великом сјеверном рату против Шведске. У бици код Лесне руски летећи одред (7000 коњаника, 5000 пјешака и помоћна артиљерија) разбија шведски одред генерала А. Левенхаупта (Adam Ludwig Lewenhaupt).
Крајем 19. вијека углавном нестају, али се користе у колонијалним ратовима, посебно у Мароку и Алжиру. 
У Првом балканском рату при походу српске 3. армије ка Јадранском мору Дринска дивизија II формира летећи одред од 2 батаљона, једног ескадрона и два брдска топа, да што прије избије на море форсираним маршем и заузме Љеш и Медову (Шенђини).
У Другом свјетском рату у Југославији, партизани понекад формирају летеће десетине, водове и чете ради заштите народа од непријатеља.